# Protokół Kulturalny
Protokół Kulturalny – poznański kwartalnik literacki założony i redagowany przez Jerzego Grupińskiego, powstały z przekształcenia  dawnego "Protokołu Towarzyskiego", środowiskowego, niszowego czasopisma, którego wydawcą było Centrum Kultury "Zamek". Obecnie z pismem współpracuje wielu pisarzy z upadłego "Arkusza" (dawny wydawca "Głos Wielkopolski"). Przez szereg lat kwartalnik skupiał się wokół członków Klubu Literackiego CK "Zamek" w Poznaniu. Po zmianie siedziby Klubu obecnie wydawcą jest KL "Dąbrówka". Pismo jest jednym z ciekawszych pism literackich w Polsce, obok "Czasu Kultury", "Pro Arte" i "Zeszytów Poetyckich".